# Tumba del soldado desconocido (Arlington)
La Tumba del soldado desconocido (Tomb of the Unknown Soldier en idioma inglés) es una tumba del soldado desconocido ubicada en el Cementerio de Arlington, en los Estados Unidos, dedicada a la memoria de los soldados estadounidenses fallecidos en acción de guerra y cuyos restos no pudieron ser identificados. Los "soldados desconocidos" de la Primera Guerra Mundial es un nombramiento similar a la Medalla de Honor, la Cruz Victoria, y muchos otros grandes premios de otras naciones. Los soldados desconocidos estadounidenses que fueron enterrados posteriormente también se consideran como ganadores de la Medalla de Honor, otorgada por el presidente de Estados Unidos que presidió su funeral.